# Hundem
Die Hundem [hʊndəṃ] im nordrhein-westfälischen Kreis Olpe ist ein etwa 15 km langer, linker und südöstlicher Zufluss der Lenne im sauerländischen Teil des Rothaargebirges.

## Geographie

### Verlauf
Die Hundem entspringt etwa im südwestlichen Zentrum des Rothaargebirges im Naturpark Sauerland-Rothaargebirge. Ihre Quelle befindet sich rund 2,2 km (Luftlinie) ostnordöstlich des Dorfs Oberhundem (zu Kirchhundem) bei etwa 615 m ü. NHN auf der Nordwestflanke des bewaldeten Riesenbergs (724,7 m), der zwischen dem Kahleberg (710,9 m) im Nordnordwesten und der Hohen Hessel (743,6 m) im Südosten liegt. Über die etwas südöstlich vom Riesenberg gelegene Erhebung Wildhöfer (727,9 m) verläuft die Rhein-Weser-Wasserscheide.
Westlich vom Hauptkamm des Rothaargebirges fließt die Hundem überwiegend westwärts – anfangs im Gemeindegebiet von Kirchhundem. Dabei nimmt sie, zu Beginn südwestwärts durch Wald verlaufend, unmittelbar nach Durchfließen von Oberhundem die Wigge auf. Fortan verläuft der Bach in von Wald gesäumtem Tal etwa entlang der Landesstraße 553 westwärts nach und durch Würdinghausen, wonach der Albaumer Bach einmündet, und dann weiter, südlich vorbei an Herrntrop, nach und durch den Kirchhundemer Kernort.
Dann erreicht die Hundem, nach Zufluss der Olpe sowie nach jeweiligem Unterqueren von Bundesstraße 517 und der Ruhr-Sieg-Strecke das Stadtgebiet von Lennestadt; oberhalb davon wechselte sie bis 2015 in den Naturpark Ebbegebirge, der nun Teil des erstgenannten Naturparks ist. Von dort an fließt sie entlang der Bundesstraße und Eisenbahnstrecke sowie später zudem entlang der Landesstraße L 715 nordwärts durch das zu Lennestadt gehörende Dorf Altenhundem.
Direkt nach Durchfließen von Altenhundem und Unterqueren der Bundesstraße 236, wo die Hundem früher in den Naturpark Rothaargebirge zurück wechselte, mündet sie auf etwa 270 m Höhe in den dort etwa von Osten kommenden Ruhr-Zufluss Lenne.

### Einzugsgebiet
Das Einzugsgebiet der Hundem ist 128,946 km² groß und wird über Lenne, Ruhr und Rhein in die Nordsee entwässert. 
Das Einzugsgebiet der Hundem grenzt im Uhrzeigersinn an Milchenbach (nordöstlich), Eder (östlich und südöstlich), Ferndorf (südlich und südwestlich), Bigge (westlich) und Veischede (nordwestlich).
Mit Ausnahme von Rüspe gehört das restliche Siedlungsgebiet Kirchhundems zum Einzugsgebiet der Hundem. Zudem gehören die Dörfer Einsiedelei und Altenhundem von der Lennestädter Gemarkung zum Einzugsgebiet der Hundem. Dies macht zusammengezählt fast 16.000 Einwohner, was bei einer Fläche von 128,946 km² eine Einwohnerdichte von rund 120 Einwohnern pro Quadratkilometer ergibt. Dafür ist das Einzugsgebiet der Hundem dichter besiedelt als die gesamte Kirchhundemer Gemarkung, aber dafür dünner besiedelt als die ganze Lennestädter Gemarkung.

### Zuflüsse
Zu ihren Zuflüssen gehören mit orographischer Zuordnung (l = linksseitig, r = rechtsseitig), Gewässerlänge, Mündungsort und Einzugsgebietsgröße (flussabwärts betrachtet):
- Wigge (l; 3,6 km, direkt unterhalb Oberhundem, 5,237 km²)
- Rinsecke (l; 2,5 km, etwas unterhalb Oberhundem, 2,759 km²)
- Selbecke (Selbeckebach; r; 5,0 km, etwas unterhalb Oberhundem, 5,728 km²)
- Marmecke (l; 4,2 km, direkt oberhalb Würdinghausen, 3,822 km²)
- Gründchen (r; 2,1 km, in Würdinghausen, 1,731 km²)
- Albaumer Bach (l; 13,2 km, direkt unterhalb Würdinghausen, 32,264 km²)
- Flape (l; 8,8 km, in Kirchhundem, 11,823 km²)
- Olpe (Rahrbach / Rohrbach; l; 15,4 km, in Kirchhundem, 47,159 km²)
- Weiste Bach (Weiste; l; 3,4 km, in Altenhundem, 3,865 km²)